# تومبی
تومبی (به آلمانی: Thumby) یک شهر در آلمان است که در رندسبورگ-اکرنفورده واقع شده‌است. تومبی ۴۹۶ نفر جمعیت دارد.